# Petre Ceapura
Petre Ceapura (n. 12 iulie 1942, Jurilovca, România) este un canotor român, laureat cu bronz la München 1972.
A fost component al clubului sportiv Dinamo București al Ministerului Afacerilor Interne și a deținut gradul de plutonier.

## Distincții
- Medalia „Meritul Sportiv” clasa I (8 mai 1968) „pentru contribuția deosebită adusă la dezvoltarea mișcării de cultură fizică și sport și pentru merite deosebite în activitatea sportivă de performanță, cu prilejul împlinirii a 20 de ani de la înființarea Clubului sportiv «Dinamo»-București al Ministerului Afacerilor Interne”[5]
- Medalia „Meritul Sportiv” clasa I (15 aprilie 1981) „pentru rezultatele deosebite obținute la Jocurile olimpice de vară de la Moscova — 1980, precum și pentru contribuția adusă la dezvoltarea activității sportive și la creșterea prestigiului sportului românesc pe plan internațional”[6]

## Legături externe
- Petre Ceapura la Comitetul Olimpic și Sportiv Român (arhivat)
- en Petre Ceapura la Olympedia.org
- en  Petre Ceapura la worldrowing.com